# أوسكار بلوم
أوسكار بلوم (بالفرنسية: Oscar Blum)‏ هو لاعب شطرنج فرنسي (و. 1887  م).

## وصلات خارجية
- أوسكار بلوم على موقع مباريات الشطرنج (الإنجليزية)